# Перфил и Фома
«Перфил и Фома» — советский рисованный мультипликационный фильм, снятый в 1985 году на студии «Союзмультфильм» режиссёром Галиной Бариновой по сценарию Виктора Мережко, написанному по мотивам сатирических сказок народов Сибири.

## Сюжет
Сказочные герои — Перфил и Фома — повстречались на базаре, где Перфил продавал свою корову. Пока говорили Фома с Перфилом о цене, корова кошелёк покупателя с деньгами проглотила, и пришлось героям придумывать, как с коровой быть.

## Создатели
| автор сценария             | Виктор Мережко |
| режиссёр                   | Галина Баринова |
| художники-постановщики     | - Галина Баринова - Галина Петрова                                                                                              |
| кинооператор               | Михаил Друян |
| музыкальное оформление     | ВИА «Каникулы» под управлением Ю. Моисеева                                                                                      |
| звукооператор              | Владимир Кутузов |
| ассистент режиссёра        | Р. Макарова |
| монтажёр                   | Елена Белявская |
| художники                  | - Людмила Бирюкова - Виктория Макина                                                                                            |
| художники-мультипликаторы: | - Галина Золотовская - Елена Малашенкова - Татьяна Померанцева - Марина Рогова - Сергей Дёжкин - Дмитрий Куликов - Иосиф Куроян |
| роли озвучивали:           | - А. Зайцев - Владимир Шаповалов                                                                                                |
| редактор                   | Елена Никиткина |
| директор съёмочной группы  | Любовь Бутырина |

## Мнения
Исследователь фольклора Анатолий Волков в 1990 году на страницах журнала «Детская литература» в статье, посвящённой фольклорной мультипликации 1980-х годов, отметил, что фильм «Перфил и Фома» является частью цикла русских народных сказок, поставленных на студии «Союзмультфильм» в содружестве с драматургом Виктором Мережко продолжательницей линии Эдуарда Назарова режиссёром Галиной Бариновой. По утверждению Волкова, в лентах этого цикла типологические модели веками вырабатывавшегося человеческого поведения получили новые, современные, доступные для понимания юными зрителями, психологические мотивировки. По мнению Волкова, ситуации в лентах цикла были разыграны с редкой изобретательностью, экранные персонажи были освобождены от своей пресловутой фольклорно-сказочной однозначности, обретя многослойность образов и психологическую объёмность, что привело к возникновению у сказки «третьего измерения».
По утверждению авторов «Энциклопедии современного искусства», изданной Творческим фондом России в 1996 году, «Перфил и Фома» является одним из тех фильмов, созданных Галиной Бариновой в творческом союзе со сценаристом В. Мережко, в которых ею были использованы русский изразец и графика художников-примитивистов.